# Карретеро, Хулио Эмилио
Хулио Эмилио Карретеро Эскахадильо (исп. Julio Emilio Carretero Escajadillo; 1928, Тринидад — 1964, Гавана) — кубинский антикоммунистический повстанец, в 1963—1964 командующий партизанской армией Восстания Эскамбрай. Взят в плен в результате спецоперации органов госбезопасности, расстрелян в тюрьме Ла-Кабанья.

## Из полиции в восстание
Родился в крестьянской семье из окрестностей Тринидада. Служил в армии при режиме Фульхенсио Батисты. Этот факт биографии Карретеро впоследствии использовался официальной пропагандой. Однако после победы Кубинской революции Карретеро не обвинялся в военных преступлениях и не преследовался новыми властями. Он был принят на службу в полицию эскамбрайского района Топес-де-Кольянтес, имел звание сержанта (в официальных источниках иногда утверждается, будто он служил в полиции ещё при Батисте).
Эмилио Карретеро придерживался антикоммунистических взглядов. Он стал решительным противником правительства Фиделя Кастро. В августе 1960 Карретеро присоединился к повстанческому движению в Эскамбрае, во главе которого тогда стоял Эвелио Дуке. Состоял в отряде Освальдо Рамиреса (прежде активного участника революции и сотрудника революционной полиции). Был одним из ближайших помощников Рамиреса в командовании повстанческой 8-й колонной. Даже сторонники Кастро признавали за Карретеро авторитет в среде эскамбрайских крестьян, присоединявшихся к его отряду.

## Повстанческий командир

### Боевик
Эмилио Карретеро обладал репутацией храброго бойца и умелого командира. По созвучию с фамилией носил повстанческое прозвище Carreta (от исп. Carro — Повозка, Телега). Он отличился в боях с правительственными войсками и ополчением milicias. Уже во время La Primera Limpia del Escambray — «Первой чистки Эскамбрая» начала 1961 — его поимка или ликвидация ставилась как отдельная задача. Карретеро был ранен, но ему удалось с боем вырваться из окружения при помощи Томаса Сан-Хиля.
15 июля 1961 Эмилио Карретеро участвовал в собрании повстанческих командиров в горном селении Сикатеро. Была учреждена Национально-освободительная армия (ELN) — Кубинская антикоммунистическая армия под главнокомандованием Освальдо Рамиреса. Эмилио Карретеро принял командование одной из шести партизанских колонн. На этот период пришлась La Segunda Limpia del Escambray — «Вторая чистка Эксамбрая» — массированное наступление правительственных сил. После гибели Освальдо Рамиреса 16 апреля 1962 Карретеро стал заместителем нового главнокомандующего Сан-Хиля и начальником штаба ELN.
25 января 1963 отряд Карретеро примерно в пятьдесят человек провёл крупную акцию — атаковал казармы milicias в селении Поло-Виехо (недалеко от Тринидада) с целью захвата оружия. Однако информация ополченцам поступила заблаговременно, они успели укрепиться и дать бой. Несмотря на значительное численное превосходство отряду Карретеро пришлось отступить.
Эмилио Карретеро отличался не только в боях. Он был известен большой жестокостью в отношении гражданских коммунистических активистов, особенно информаторов госбезопасности G-2. 26 ноября 1961 в селении Лимонес-Кантеро близ Тринидада боевики Карретеро убили Мануэля Аскунсе Доменека и Педро Лантигуа Ортегу — шестнадцатилетний Аскунсе был членом бригады по ликвидации, крестьянин Лантигуа пустил его жить на своей ферме (первого посчитали коммунистическим агитатором, второго коммунистическим пособником). 2 июля 1962 был убит связанный с G-2 крестьянин-ополченец Хосе Пио Ромеро, которому Карретеро поклялся отомстить со времён «первой чистки». Вместе с Ромеро убили членов его семьи, оставив записку: A estos los cogió la rueda de la carreta — Они попали под колесо телеги. Несколько таких случаев сильно ухудшили отношение местных жителей к Карретеро.

### Главнокомандующий
28 февраля 1963 погиб Томас Сан-Хиль. Главнокомандование ELN принял Эмилио Карретеро. Свою задачу он видел уже не в развёртывании наступления или удержании плацдарма (как при Дуке, Рамиресе и Сан-Хиле), а в сохранение повстанческих сил на будущее, до благоприятного изменения обстоятельств. Тем не менее, под его командованием ELN провела немало боестолкновений.
В течение следующего года власти приписали Карретеро 27 убитых военных (данные по milicias не приводились) и 116 диверсий (поджоги государственных объектов, уничтожение транспортных средств, разрушение собственности сторонников режима). Активно действовали Сойла Агила Альмейда — единственная женщина в восстании, её муж Мануэль Ла Гуардиа, Порфирио Гильен, его брат Педро Гильен. Заместителем и начальником штаба Карретеро был Хосе Леон Хименес (Чеито Леон). Автономно действовало формирование Маро Борхеса.
С военной точки зрения положение повстанцев к началу 1964 выглядело практически безнадёжным. Сказывалось подавляющее превосходство правительственных сил в численности и вооружении, жёсткий государственно-административный контроль. Эмилио Карретеро склонялся к отплытию во Флориду для создания повстанческой базы и организации регулярных боевых рейдов из США. Но этот план стал известен органам госбезопасности — Бюро по борьбе с бандитами (BBE) во главе с Луисом Фелипе Денисом.

## Плен и казнь
Агент G-2/BBE Альберто Дельгадо, вошедший в доверие к повстанцам, сумел заманить на «американскую яхту» сначала Маро Борхеса, а 9 марта 1964 — Эмилио Карретеро с группой соратников. Там они были арестованы и доставлены в Гавану.
22 июня 1964 (по другим данным, 14 июля) двенадцать повстанцев были расстреляны в тюрьме Ла-Кабанья — среди них Хулио Эмилио Карретеро, Маро Борхес, Мануэль Ла Гуардиа. Оппозиционные источники утверждают (официальные не опровергают), что перед казнью они пели гимн Кубы. Сойла Агила Альмейда, захваченная вместе с Карретеро и Ла Гуардиа, провела в заключении около 17 лет.
Последним главнокомандующим ELN после захвата Карретеро стал Чеито Леон. Первой его акцией явилось разоблачение и казнь агента Дельгадо.

## Оценки, семья, личность
Современное отношение к Хулио Эмилио Карретеро всецело зависит от политической ориентации. Официальные власти Кубы характеризуют его как «жестокого контрреволюционного бандита»; кубинская антикоммунистическая оппозиция считает борцом за свободу, против коммунистической диктатуры.
Карретеро был женат; его дочь Каридад Карретеро Кастильо авторитетна в кубинской радикальной оппозиции. В чертах его личности отмечались консервативная основательность, упорство, отчаянная храбрость, суровость до жестокости. Стилистической особенностью Эмилио Карретеро являлась густая борода, нехарактерная для антикастровских повстанцев.